# Christian Weise (Rennrodler)
Christian Weise (* 17. Januar 1987) ist ein ehemaliger deutscher Rennrodler.

## Leben
Christian Weise lebt in Oberwiesenthal und startete für den WSC Erzgebirge Oberwiesenthal. Der Sportsoldat tritt im Doppelsitzer mit Ronny Pietrasik an. 2005 belegten sie bei den Junioren-Weltmeisterschaften in Winterberg den zweiten Platz. Diesen Erfolg wiederholten sie ein Jahr später bei der Junioren-WM in Altenberg. Dieselbe Platzierung erreichten sie auch bei den deutschen Juniorenmeisterschaften 2006. In Winterberg gewannen sie ein Weltcuprennen der Junioren und wurden Zweite der Gesamtwertung. In der Saison 2006/07 wurden sie erste der Gesamtwertung, verpassten jedoch als Viertplatzierte dieses Mal eine Medaille. In Königssee gewannen sie ein Weltcup-Rennen. Die deutsche Meisterschaft der Herren beendeten sie als Sechstplatzierte, bei den Junioren wurden sie erneut Vizemeister.
Seit der Saison 2007/08 treten Pietrasik/Weise im Herrenbereich an. Bei den deutschen Meisterschaften verpassten sie als Viertplatzierte eine Medaille. In Königssee konnten sie im Januar 2009 ihr Debüt im Rennrodel-Weltcup geben. Sie erreichten den 15. Platz und schnitten damit im Vergleich zu ihren direkten Konkurrenten Toni Eggert und Marcel Oster schlechter ab, weshalb danach wieder dieses Doppel für den Weltcup nominiert wurde. 2016 trat er vom aktiven Profisport zurück.

## Erfolge

### Weltcupsiege
Teamstaffel
| Nr. | Datum         | Ort      | Bahn                    |
| --- | ------------- | -------- | ----------------------- |
| 1.  | 10. Dez. 2011 | Whistler | Whistler Sliding Centre |